# Sabicea stipularioides
Sabicea stipularioides är en måreväxtart som beskrevs av Herbert Fuller Wernham. Sabicea stipularioides ingår i släktet Sabicea och familjen måreväxter.
Artens utbredningsområde är Kamerun. Inga underarter finns listade i Catalogue of Life.